# Cosmoscarta hyale
Cosmoscarta hyale är en insektsart som beskrevs av Gustav Breddin 1901. Cosmoscarta hyale ingår i släktet Cosmoscarta och familjen spottstritar. Inga underarter finns listade i Catalogue of Life.